# Didyma

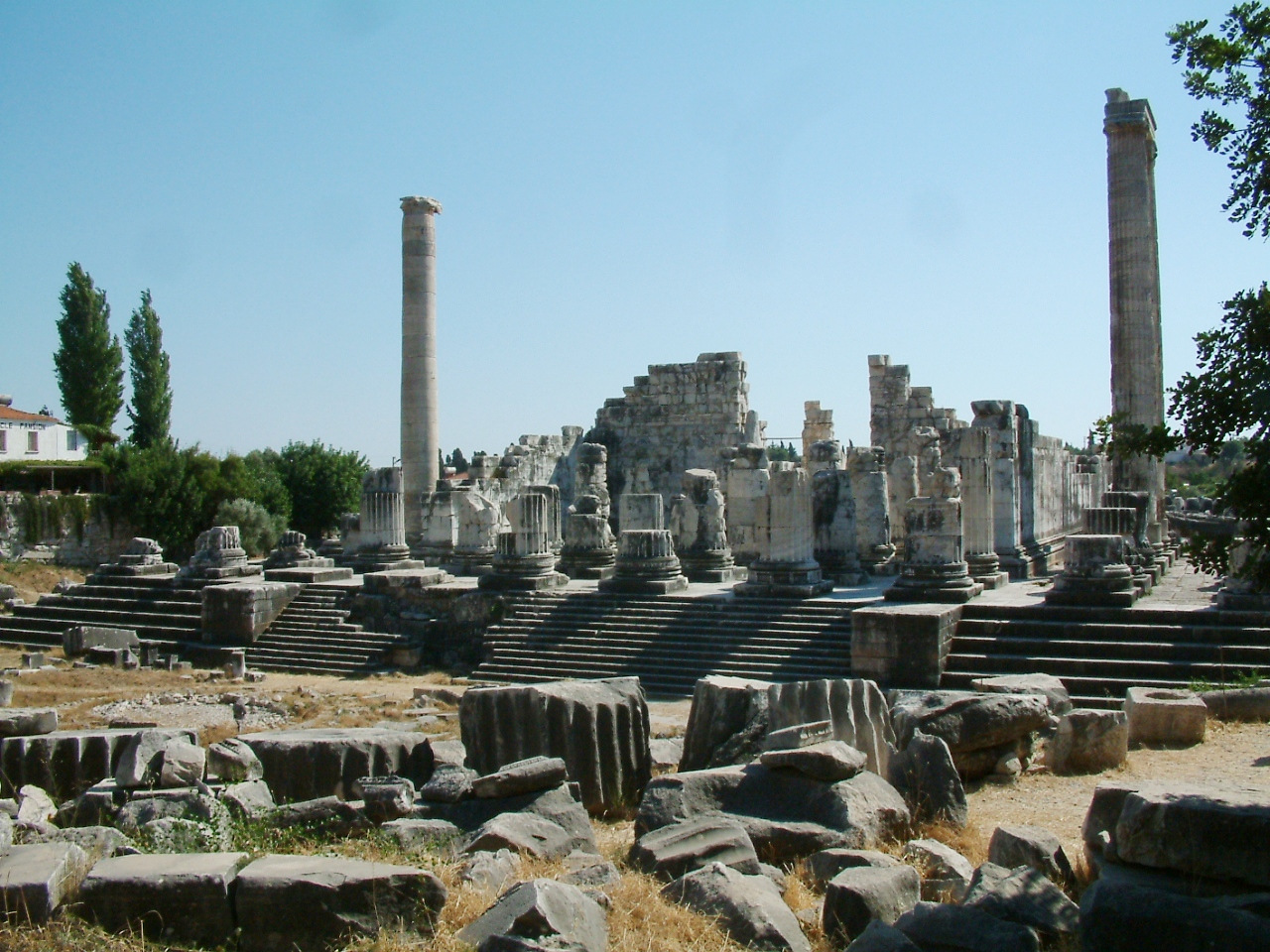
Ruiny świątyni w Didymie

Didyma – stanowisko archeologiczne na terenie współczesnej miejscowości Didim w zachodniej Turcji. Zachowały się tu ruiny miasta oraz starożytnej świątyni poświęconej Apollinowi. Miasto ma najprawdopodobniej anatolijski rodowód i już pierwsi osadnicy zbudowali tu swoje sanktuarium. Dopiero jednak w XI wieku p.n.e., kiedy przybyli tu jońscy osadnicy, Didymę przekształcono w miejsce kultu Apollina. Z czasem istniejąca tu wyrocznia dorównała sławą i prestiżem wyroczni delfickiej.

## Świątynia Apollina
Budowa pierwszej świątyni w Didymie rozpoczęła się w VIII wieku p.n.e., a zakończono ją w 200 lat później. Świątynia ta została jednak zniszczona w czasie najazdu Persów w 494 roku p.n.e. Zrabowany został wówczas posąg Apollina i liczne skarby. Odzyskał je dopiero Aleksander Wielki, który też zainicjował budowę kolejnej świątyni, której pozostałości są obecnie widoczne na rozległym kompleksie wykopalisk. Prace nad drugą świątynią trwały jednak bardzo powoli i przybytku nie zdołano ukończyć w ciągu pięciu wieków. Ostateczny kres budowie położył wydany w 392 roku n.e. dekret rzymskiego cesarza Teodozjusza, zakazujący pogańskich praktyk religijnych.